# Pratt & Whitney JT8D
O Pratt & Whitney JT8D é um motor aeronáutico low-bypass (0.96:1) turbofan, apresentado pela Pratt & Whitney em Fevereiro de 1963 voando pela primeira vez em um Boeing 727. Este motor foi uma modificação do Pratt & Whitney J52 turbojato, que era utilizado na Marinha dos Estados Unidos no caça A-6 Intruder. O Volvo RM8 é uma versão com pós-combustão construída sob licença na Suécia para o caça Saab 37 Viggen. Foi também criada uma versão para propulsão de embarcações, conhecida como FT12.

## Projeto
O JT8D é um motor turbofan de fluxo axial incorporando um design com dois eixos. Existem duas partes rotativas independentes, montadas coaxialmente: uma para o compressor de baixa pressão (LPC) que consiste nos primeiros seis estágios do motor, movidos pela turbina de baixa pressão (que consiste de três estágios); e uma segunda parte para a seção do compressor de alta pressão (HPC), que possui sete estágios. O compressor de alta pressão é movido pela última turbina (que consiste de apenas um estágio).
O fan possui dois estágios. O duto que leva o ar frio do fan percorre todo o comprimento do motor, de forma que ambos os gases quentes (saindo das turbinas) e os gases frios do fan saiam pelo mesmo bocal. Esta formação permitiu uma atenuação no ruído, de forma que o ar quente que sai da turbine com alta velocidade, seja envolto por um ar muito mais frio e lento (do duto do fan), antes de interagir com o ar ambiente. Apesar de os níveis de ruído do JT8D terem sido significativamente reduzidos em relação a motores antigos não-turbofan, com o uso de hush kits,
hoje são utilizados motores com high-bypass, que são ainda mais silenciosos
Um total de 8 motores compreendem a família de motores JT8D, desde 12.250 até 21.700 lbf (62 a 77 kN), sendo utilizado no 727, 737-100/200, e DC-9. Mais de 14.000 motores JT8D foram produzidos, totalizando mais de meio bilhão de horas de serviço com mais de 350 operadores ao redor do mundo, fazendo dele o motor low-bypass mais bem sucedido e produzido de todo o tempo.